# ジョン・C・フリーモント図書館
ジョン・C・フリーモント図書館（ジョン・C・フリーモントとしょかん、John C. Fremont Branch Library）は、アメリカ合衆国カリフォルニア州ロサンゼルスのロサンゼルス公共図書館 (Los Angeles Public Library) システムに所属する分館のひとつ。ハンコック・パーク (Hancock Park) 地区に立地している。この建物は、建築家マール・L・バーカー (Merl L. Barker) の設計による地中海リヴァイヴァル建築 (Mediterranean Revival architecture) として、1927年に建設された。
名称は、カリフォルニア州の探険に関わったジョン・C・フレモントを顕彰する目的で名付けられた。
1986年6月27日、フリーモント分館は、ロサンゼルス歴史文化記念物 (Los Angeles Historic-Cultural Monument) に指定された（第303号）。
1987年、フリーモント分館は、他の数館のロサンゼルス公共図書館分館とともに、特定のテーマに基づく複数物件の一括登録の一環として、アメリカ合衆国国家歴史登録財に登録された。
現在の建物は着工が1926年12月26日で、1927年5月に竣工した。図書館としての開館は、1927年6月1日であった。1990年には、石積みの補強がなく、耐震安全基準の適合しないとされて休館を余儀なくされた。その後は、1996年2月まで、仮の施設に移転していた。1996年3月26日に、元の建物に戻っての業務が再開された。新たな基準に沿って改修された図書館には、空気調和装置、会議室、小さな駐車場、コンピュータやインターネットのための配線、障碍者用のアクセスが設けられた。